# おとこ女おんな男
『おとこ女おんな男』（おとこおんなおんなおとこ）は、『モーニング』に連載されていた阿部秀司の漫画。全2巻。

## ストーリー
けんかぱやく男勝りな春美、バカでおしとやかな夏彦。二人は同じ遺伝子から分かれた二卵性双生児。ある日「生活交換したくない?」という姉の提案で、入れ替わることに。夏彦は春美の通う名門女子中学校に、春美は夏彦の通う共学中学校へ登校することに。
最終回まで何も解決せず、最後のコマにスタッフ紹介をして唐突に終了した。

## 登場人物
春美
頭脳明晰で運動神経に優れているが、短気で喧嘩早い性格の持ち主。弟・夏彦と入れ替わって公立共学中学に入った後、弟をいじめていた集団を叩きのめし、すっかりなじんでいる。
夏彦
気が弱くおしとやかではあるが頭が良くない少年。主人公。中学ではいじめられていた。姉・春美と入れ替わって名門私立女子中学に行き、悪戦苦闘の日々を送る。
夏彦をいじめていた連中
夏彦のクラスメイトたちで、文字通り夏彦をいじめていた男子生徒連中。外見は普通だが、性格は陰湿で冷酷。実のところ他のクラスメイトたちからも嫌われていた。春美によって叩きのめされた。